# پاتریک فرفوت
پاتریک فرفوت (به انگلیسی: Patrick Vervoort) بازیکن فوتبال اهل بلژیک و عضو تیم ملی فوتبال بلژیک است که در تاریخ ۲۳ آوریل ۱۹۸۶ میلادی اولین بازی ملی‌اش را مقابل تیم ملی فوتبال بلغارستان انجام داد. او در ۳۲ بازی ملی حضور داشت و جمعاً ۲۵۴۸ دقیقه برای تیم ملی فوتبال بلژیک به میدان رفت. پاتریک فرفوت آخرین بازی ملی خود را در تاریخ ۱۱ سپتامبر ۱۹۹۱ میلادی در برابر تیم ملی فوتبال لوکزامبورگ انجام داد. وی در بازی‌های ملی‌اش ۳ گل به ثمر رساند.